# Der März kommt wie ein Löwe
Der März kommt wie ein Löwe (jap. 三月のライオン, Sangatsu no Raion [= Lion]) ist ein japanischer Film des Regisseurs Hitoshi Yazaki.
Der Titel bezieht sich auf die englische Redewendung March comes in like a lion and goes out like a lamb, d. h. der März beginnt kalt und ungemütlich, aber endet mild und angenehm.

## Handlung
Durch einen Unfall verliert Haruo sein Gedächtnis. Er lernt eine Frau kennen, die sich ihm als „Eis“ (jap. アイス, Aisu vom englischen „ice“) vorstellt. In Wirklichkeit handelt es sich jedoch um seine Schwester Natsuko. Die beiden gehen eine Liebesbeziehung miteinander ein und ziehen in ein Haus, das abgerissen werden soll. Haruo findet Arbeit bei der Firma, die auch mit dem Abbruch seiner Behausung beauftragt ist.

## Produktion
Der März kommt wie ein Löwe wurde am 20. Februar 1991 auf der Berlinale als Teil des Internationalen Forums des Jungen Films uraufgeführt. Der japanische Kinostart erfolge am 10. Juni 1992. Am 3. März 1993 wurde der Film erstmals im deutschen Fernsehen auf West 3 ausgestrahlt. Im englischsprachigen Ausland ist er als March Comes in like a Lion bekannt, hat jedoch nichts mit dem jüngeren Manga 3-gatsu no Lion von Chika Umino zu tun, dessen Anime-Adaption auch in Deutschland unter dem offiziellen Titel March Comes in like a Lion vertrieben wird.
Als Produktionsfirma von Der März kommt wie ein Löwe fungierte die „Hitoshi Yazaki Group“. Der Low-Budget-Film ist der dritte Langfilm des Regisseurs Hitoshi Yazaki nach seinem Debüt, dem 8-mm-Film Fuyu no Hikari (冬の光, dt. „Winterlicht“) von 1977, und seinem ersten 16-mm-Film Afternoon Breeze (jap. 風たちの午後, Kazetachi no gogo) von 1980. Später erlangte Yazaki größere Bekanntheit durch Filme wie Strawberry Shortcakes (ストロベリーショートケイクス, Sutoroberī Shōtokeikusu) aus dem Jahr 2006, der den gleichnamigen Manga von Kiriko Nananan adaptiert und mit Kōen Okumura, Kiyomi Itō und Tarō Suwa einen Teil der Besetzung von Der März kommt wie ein Löwe wiedervereint.

## Kritik
Christoph Terhechte lobt in tip 9/91 die „poetischen und sinnlichen Bilder“ des Films und glaubt, in ihm die Faszination Yazakis von den „Abseiten“ der Großstadt Tokio mit ihrem Lärm und ihrer Hektik erkennen zu können. Laut Terhechte ist das Inzestmotiv der japanischen Mythologie entnommen und in das moderne Tokio transportiert worden.